# Distretto di Babor
Il distretto di Babor è un distretto della provincia di Sétif, in Algeria.

## Comuni
Il distretto di Babor comprende 2 comuni:
- Babor
- Serdj El Ghoul